# Puebla de Alcocer (ort)
Puebla de Alcocer är en ort i Spanien.   Den ligger i provinsen Provincia de Badajoz och regionen Extremadura, i den centrala delen av landet, 210 km sydväst om huvudstaden Madrid. Puebla de Alcocer ligger 502 meter över havet och antalet invånare är 1 270.
Terrängen runt Puebla de Alcocer är huvudsakligen platt, men den allra närmaste omgivningen är kuperad. Puebla de Alcocer ligger uppe på en höjd. Runt Puebla de Alcocer är det mycket glesbefolkat, med 6 invånare per kvadratkilometer. Närmaste större samhälle är Talarrubias, 5,9 km norr om Puebla de Alcocer. Trakten runt Puebla de Alcocer består till största delen av jordbruksmark.